# Parennes
Parennes település Franciaországban, Sarthe megyében. Lakosainak száma 449 fő (2022. január 1.). Parennes Rouessé-Vassé, Saint-Symphorien, Tennie, Torcé-Viviers-en-Charnie, Neuvillette-en-Charnie és Rouez községekkel határos.

## Népesség
A település népességének változása:
| Lakosok száma | 537  | 524  | 532  | 508  | 490  | 472  | 465  | 456  | 449  |
|               | 2013 | 2015 | 2016 | 2017 | 2018 | 2019 | 2020 | 2021 | 2022 |